# Station Saint-Pierre-la-Cour
Station Saint-Pierre-la-Cour is een spoorwegstation in de Franse gemeente Saint-Pierre-la-Cour.